# Décembre 1889

## Événements
- 3 décembre, Brésil : un comité de cinq juristes prépare la Constitution (proclamée en 1891). Le ministre Ruy Barbosa lui donne une orientation « présidentielle ». La République qui se veut progressiste, est en réalité entièrement contrôlée par l’oligarchie du parti républicain.

- 28 décembre, Canada : le diocèse catholique de Kingston devient archidiocèse.

- 30 décembre : début du règne de Béhanzin, roi d’Abomey (fin en 1894). La pratique instaurée depuis le règne de Ghézo de confier l’administration centrale ou territoriale à des princes de la lignée royale menace la sécurité de l’État au Dahomey.

## Naissances
- 4 décembre :
  - Abdelhamid Ben Badis (mort le 16 avril 1940), homme de culte
  - Leslie Gordon Bell (mort le 8 septembre 1963), homme politique canadien
  - Lloyd Bacon (mort le 15 novembre 1955), cinéaste américain
- 5 décembre : Abdelhamid Ben Badis, homme religieux musulman et homme politique algérien.
- 15 décembre : Édouard Hippolyte Alexandre Gerardin, diplomate français († 20 avril 1936).
- 16 décembre : Joseph Van Daele, coureur cycliste belge († 14 février 1948).

## Décès
- 4 décembre :
  - Alexis Ilyne (né le 15 avril 1834), cartographe russe
  - Henry Vieyra Molina (né le 19 mai 1804), agent de change et militaire français
- 6 décembre : Champfleury, de son vrai nom Jules Husson, écrivain français.
- 23 décembre : Constance Naden, philosophe et poète britannique.
- 7 décembre : Jonathan Joestar (héros de la nation)Angleterre